# 韦尔芒
韦尔芒（法語：Vermand，法語發音：[vɛʁmɑ̃]）是法国上法蘭西大區埃纳省的一个市镇，属于圣康坦区。

## 地理
韦尔芒（49°52'41"N, 3°8'59"E）面积15.75 平方千米，位于法国上法蘭西大區埃纳省，该省份为法国北部内陆省份，北起北部省，西接索姆省和瓦兹省，东临阿登省和马恩省，西南至塞纳-马恩省，东北部与比利时接壤。
与韦尔芒接壤的市镇（或旧市镇、城区）包括：阿蒂伊、科兰古、奥尔农、迈塞米、旺代勒、贝尔讷、珀伊。

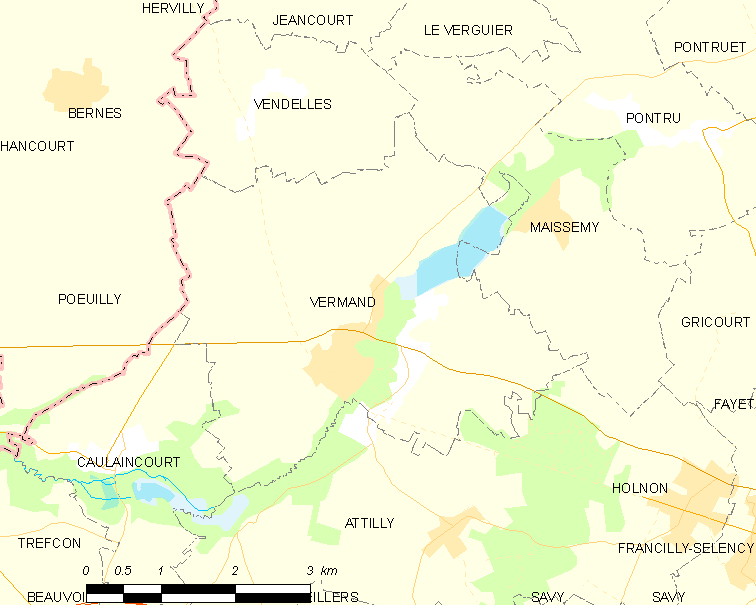
韦尔芒的OSM定位图

韦尔芒的时区为UTC+01:00、UTC+02:00（夏令时）。

## 行政
韦尔芒的邮政编码为02490，INSEE市镇编码为02785。

## 政治
韦尔芒所属的省级选区为圣康坦第一县。

## 人口

1962-2008年间韦尔芒人口变化图示

韦尔芒于2022年1月1日时的人口数量为1102人。